# Valschaviel
Valschaviel ist eine Alpe und gleichnamiges Tal im Montafon in Vorarlberg, und gehört zur Gemeinde Gaschurn im Bezirk Bludenz. Das Almdorf, eines der größten Vorarlbergs, ist relativ gut in historischer Substanz erhalten, und ist als Kulisse zu Joseph Vilsmaiers Film Bergkristall bekannt geworden.

## Geographie
Das Almdorf ist ein
Vorsäß, also eine Niederalpe, die hier Maiensäß genannt wird. Es liegt im gleichnamigen Tal des Valschavielbachs, einem Seitental des Illtals, das in die Berge der Verwallgruppe führt. Das Tal bildet den gesamten Nordostteil des Gemeindegebiets Gaschurn, gegen Silbertal hin.
Talauswärts liegt die kleine Alpe Barketta, über Valschaviel die Alpe Bizul, und im Tal gegenüber die Alpe Ibau.  Die Gründe um die Alpe sind Besitz der Agrargemeinschaft Valschaviel (offener Maisäß), die Bergmähder ziehen sich bis auf 2000 Meter. Die umliegenden Wälder gehören meist dem Stand Montafon.
Im Norden bildet der Madererkamm des Verwall den Talrand mit dem Valschavieler Maderer oder Madererspitze (2769 m ü. A.), die südliche Begrenzung bildet der Valschavielkamm mit dem Tavamunter Augstenberg (2489 m ü. A.). Nach Westen leiten das Gaschurner Winterjöchle und das viel höhere Valschavieljöchle in den Schönverwall am Oberlauf der Trisanna in Tirol.

## Geschichte und Bauwerke
Die ältesten Gebäude datieren in das 16. Jahrhundert (Barock), der Gutteil dürfte aus dem 19. Jahrhundert stammen. Es sind einige Lawinenkatastrophen und Brände überliefert, die zu Erneuerungen geführt haben.
In den 1980er Jahren wurde eine Straße vom Illtal herauf gebaut, seither wurden etliche Gebäude in anderer Nutzung und Größe neu erbaut. In einigen der Gebäude finden sich aber noch  offene Feuerstellen, gemauerte Öfen oder altes Inventar.
Als der Maiensäß als Location für den Vilsmayer-Film von 2004 vorbereitet wurde, wurden vom Filmteam sämtliche Gebäude einheitlich in Holzschindeln gedeckt, und zeigen heute ein harmonischeres Gesamtbild.
Baukundlich interessant ist die  Anordnung der Gebäude, die als Lawinenschutz in langen Reihen hintereinander liegen. Als Bautypus herrscht montafoner Zwei- und Dreiraumgrundriss vor, es finden sich aber auch ortstypische Kombinationen, mit Wohnbereich, Stall und Heulege hinter- oder übereinander.